# Зоря (Рівне)
«Зоря» — колишній Український футзальний клуб з міста Рівне, брав участь у першому розіграші чемпіонату УРСР з футзалу.
У 1990 році проходив перший чемпіонат УРСР з футзалу, в якому брали участь п'ять команд, включаючи «Зорю». Переможцем за явною перевагою став дніпропетровський «Механізатор», «Зоря» ж не увійшла навіть до трійки.